# Kathleen Turner
Kathleen Turner (Springfield, Missouri, 19 juni 1954) is een Amerikaanse actrice.

## Loopbaan
Turner speelde in meer dan dertig films, waaronder de film noir Body Heat. Deze rol maakte haar tot een van de sekssymbolen van de jaren tachtig. Daarnaast verscheen Turner in drie afleveringen van Friends als de vader van Chandler. Ze speelde hier een dragqueen. Naast in beeld verschijnen, sprak ze diverse stemmen in.
Ze werd genomineerd voor een Academy Award voor haar rol in Peggy Sue Got Married. Verschillende andere filmprijzen werden haar daadwerkelijk toegekend, waaronder de Golden Globe voor zowel Romancing the Stone als Prizzi's Honor.
Turner was van 1984 tot en met 2007 getrouwd met Jay Weiss, met wie ze in oktober 1987 dochter Rachel Ann Weiss kreeg.

## Filmografie
- Bibsys: 98040959
- Biblioteca Nacional de España: XX1167208
- Bibliothèque nationale de France: cb13945945m (data)
- Catàleg d'autoritats de noms i títols de Catalunya: 981058509084506706
- Gemeinsame Normdatei: 129584835
- International Standard Name Identifier: 0000 0001 1450 227X
- Library of Congress Control Number: n85376876
- MusicBrainz: 44000cba-ea6e-4452-a16f-dd5b5d5812f7
- Nationale Bibliotheek van Tsjechië: pna2006338088
- Nationale bibliotheek van Australië: 36023679
- Nationale Bibliotheek van Israël: 987007583376805171
- Nationale Bibliotheek van Polen: a0000001632043
- Nederlandse Thesaurus van Auteursnamen: 073163295
- Réseau des bibliothèques de Suisse occidentale: 02-A009475721
- SNAC: w6kh1b4k
- Système universitaire de documentation: 05955732X
- Trove: 1190696
- Virtual International Authority File: 85102049
- WorldCat: E39PBJcc8p9c3vrfvdRcfHG8md